# Enric Cluselles i Albertí
Enric Cluselles i Albertí (Barcelona, 23 d'agost de 1914 – 17 de juliol de 2014). Fou un artista polifacètic interessat principalment en el dibuix, l'ex-libris, el gravat i la decoració d'interiors, que pertany a la generació d'artistes de la República i la Guerra Civil. Usà el pseudònim “Nyerra”.

## Biografia
Enric Cluselles va estudiar a l'Escola de Belles Arts de Llotja i a l'Escola Massana entre 1929 i 1934. El 1934 fa el seu primer ex-libris i publica els seus primers dibuixos a la col·lecció “Quaderns literaris”, editada per Josep Janés. El 1936 forma part del Sindicat de Dibuixants Professionals amb Pere Calders, Tísner i Carles Fontserè; col·labora al setmanari L'Esquella de la Torratxa, on signa amb el pseudònim “Nyerra” i en què els seus dibuixos són protagonitzats personatges amb bigotis i peus de foca, coneguts com a homes-foca. El 1937 s'incorpora al front republicà, servint al cos de carrabiners amb Pere Calders. El 1938 edita Unitats de xoc, escrit per Calders i il·lustrat amb xilografies seves.
En acabar la guerra, el 1939, s'exilia amb Calders; passa per diverses localitats de França i finalment arriba a Roissy-en-Brie, on resta amb altres intel·lectuals catalans. L'octubre del 1939, a París, es casa amb Amàlia Casals. El juliol de 1940 torna a Barcelona; de camí, és empresonat al Castell de Figueres. El 1940, a Barcelona, diversifica les ocupacions: docència a l'Escola Massana; disseny comercial, per a l'empresa Juper, o gràfic, com les portades per als llibres de la col·lecció “Al monigote de papel”, de l'editor Janés. També inicia una col·laboració amb Santiago Marco, interiorista i president del FAD (Foment de les Arts Decoratives), activitat que esdevingué el seu modus vivendi; més endavant s'instal·la pel seu compte fundant l'empresa Tírvia. Va fer restauracions d'antigues masies, decoracions de mansions i xalets, sales cinematogràfiques de Barcelona (París, Alondra, Fantasio, Publi…), la Joieria Capdevila, l'editorial Éxito o les llibreries Occidente i Catalònia.
Conrea altres camps artístics, el més destacat és la xilografia, que empra en la majoria dels seus ex-libris –més de 100–. També són destacables les seves felicitacions d'any nou –PF–, en què en Nyerra ironitza sobre l'actualitat. Com a afeccionat també es dedica a l'escultura, la pintura i la joieria. El seu fons personal es conserva a la Biblioteca de Catalunya, del qual cal destacar els 3500 plànols d'habitatges i dissenys d'interiors